# Puigdefrou
El Puigdefrou o Puig d’Afrou és la muntanya que regeix la vall de la Cellera de Ter. Tot i que té 838,7 metres, al darrere seu hi ha una muntanya més gran i lleugerament més alta, la més gran del municipi, la muntanya de Sant Gregori (1.090,8 metres). La part més alta està compartida amb el municipi d'Osor.
Aquest cim està inclòs al llistat dels 100 cims de la FEEC.

## El camí
El camí que hi porta és una carretera de muntanya ampla, per on hi poden passar cotxes, que queda malmesa en alguns trams quan hi ha fortes i continuades pluges. Els boscos dels vessants de la muntanya estan formats principalment per alzines, roures i castanyers. Des del camí que porta al cim del Puigdefrou hi ha vistes cap al pantà de Susqueda, la vall de la Cellera i la vall d'Anglès. Al llarg del recorregut es troben diverses masies i cases de pagès, una de les quals és Can Torra. La casa està deshabitada, però en els últims anys s'hi han fet constants reformes perquè és un punt de pernoctació o d'estada per a excursionistes que van de camí al cim.

## El cim
Des del poble de la Cellera s'albira una gran creu de fusta, que va ser instal·lada per primer cop l'any 1966 per l'Agrupament Escolta que porta el mateix nom de la muntanya. Aquesta icona religiosa s'ha convertit en el seu símbol. Alguns anys, per les festes de Nadal, s'hi ha instal·lat una potent il·luminació.
El Puigdefrou és un punt del recorregut de nombroses rutes o caminades (a peu o en bicicleta) que es poden fer per aquestes contrades. El cim s'ha convertit també en un dels punts d'enlairament de vol lliure amb ala delta o parapent i s'hi ha disputat alguna competició d'aquest esport; també és el punt de sortida de la baixada en bici o en prototipus que es fa com a acte de la celebració de la Festa del Roser de la població, que se celebra a final del mes d'abril. A més, s'hi celebra l'aplec anualment.

## Etimologia
Fa uns anys s'escrivia "Puig d'Afrou". El mot "afrau" forma part del camp semàntic del relleu i ve a significar una fondalada o un pas estret entre muntanyes. Sembla que l'origen etimològic és en el llatí fragum, que significa "trencadura". La forma primitiva, doncs, és "frau", i per pròtesi de a- s'hauria format "afrau". Però en descobrir en la recerca de l'origen del mot que en llatí no duia a- inicial, es devia deduir que la vocal neutra no pertanyia al substantiu sinó a la preposició.
La muntanya ha donat nom a diverses entitats i empreses del municipi: els Diables de Puigdafrou, l'Agrupament Escolta i Guia Puig d'Afrou, la Fusteria Puigdefrou, Club Parapent Puig d'Afrou...

## Llegenda
Les bruixes de Puigdefrou és una narració que explica que una bruixa estava trista perquè una seva companya li havia pres el seu enamorat, un follet.